# Жорж Говен
Жорж Говен (фр. Georges Goven; нар. 26 квітня 1948) — колишній французький тенісист.
Найвищу одиночну позицію світового рейтингу — 13 місце досяг 30 листопада 1970 року.
Здобув 4 одиночні та 1 парний титул.
Найвищим досягненням на турнірах Великого шолома були півфінали в одиночному та парному розрядах.
Завершив кар'єру 1984 року.

## Фінали за кар'єру

### Парний розряд (1–6)
| Результат | W/L | Дата     | Турнір                | Покриття  | Партнер           | Суперники                 | Рахунок            |
| --------- | --- | -------- | --------------------- | --------- | ----------------- | ------------------------- | ------------------ |
| Перемога  | 1–0 | Кві 1971 | Палермо, Італія       | Ґрунт     | П'єрр Бартес      | Іліє Настасе Йон Ціріак   | 6–2, 6–3           |
| Поразка   | 1–1 | Лют 1972 | Де-Мойн, США          | Килим (i) | Томас Кош         | Джим Осборн Джим Макманус | 2–6, 3–6           |
| Поразка   | 1–2 | Кві 1972 | Йоганесбурґ, ПАР      | Ґрунт     | Реймонд Мур       | Боб Г'юїтт Фрю Макміллан  | 2–6, 2–6, 4–6      |
| Поразка   | 1–3 | Гру 1972 | Брисбен, Австралія    | Трава     | Ванаро Н'Годрелла | Росс Кейс Джефф Мастерз   | 2–6, 7–6, 2–6, 6–7 |
| Поразка   | 1–4 | Кві 1973 | Монте-Карло, Монако   | Ґрунт     | Патрік Пруазі     | Хуан Хісберт Іліє Настасе | 2–6, 2–6, 2–6      |
| Поразка   | 1–5 | Січ 1974 | Philadelphia WCT, США | Килим (i) | Жан-Батіст Шанфро | Пет Крамер Майк Естеп     | 1–6, 1–6           |
| Поразка   | 1–6 | Сер 1974 | Bretton Woods, США    | Ґрунт     | Франсуа Жоффре    | Джефф Боров'як Род Лейвер | 3–6, 2–6           |